# ماروتسیراکا
ماروتسیراکا (به لاتین: Marotsiraka) یک منطقهٔ مسکونی در ماداگاسکار است که در بخش آمبوآساری سود واقع شده‌است. ماروتسیراکا ۹۱۳ کیلومتر مربع مساحت و ۱۴٬۰۰۰ نفر جمعیت دارد و ۲۵۲ متر بالاتر از سطح دریا واقع شده‌است.